# 若爾諾克利奧維
49°58′07″N 31°56′16″E / 49.96861°N 31.93778°E
若爾諾克利奧維（烏克蘭語：Жорнокльови）是位於烏克蘭中部的村莊，由切爾卡瑟州佐洛托諾沙區的德拉比夫市鎮負責管轄。該村始建於1642年，面積22平方公里，海拔高度125米，2009年人口412，人口密度每平方公里18.7人。

## 外部連結
- gska2.rada.gov.ua[永久]
- Жорнокльови на who-is-who.com.ua
- Историческая информация о селе Жерноклевы （页面存档备份，存于） （俄文）